# Indiaas curlingteam (mannen)
Het Indiaas curlingteam vertegenwoordigt India in internationale curlingwedstrijden.

## Geschiedenis
De Indiase Curlingfederatie werd in 2019 opgericht. Het nationale mannenteam maakte eind 2022 zijn debuut tijdens de eerste editie van het pan-continentaal kampioenschap. India won zijn eerste interland uit de geschiedenis tegen Kazachstan met 7-6. Het land eindigde uiteindelijk op de tweede plaats in de B-divisie en miste zo nipt promotie naar het hoogste niveau.
Ook in 2023 was India van de partij op het pan-continentaal kampioenschap. Het team onder leiding van skip Penumetcha Raju eindigde uiteindelijk op de dertiende plek. Ook in 2024 legde India beslag op de dertiende plaats.

## India op het pan-continentaal kampioenschap
| Jaar | Plaats | Skip            | WG | W | V | PV | PT |
| ---- | ------ | --------------- | -- | - | - | -- | -- |
| 2022 | 10     | Penumetcha Raju | 9  | 6 | 3 | 80 | 45 |
| 2023 | 13     | Penumetcha Raju | 7  | 3 | 4 | 46 | 48 |
| 2024 | 13     | Penumetcha Raju | 10 | 7 | 3 | 88 | 56 |

Andorra · Australië · België · Bosnië en Herzegovina · Brazilië · Bulgarije · Canada · China · Chinees Taipei · Denemarken · Duitsland · Engeland · Estland · Filipijnen · Finland · Frankrijk · Georgië · Griekenland · Groot-Brittannië · Guyana · Hongarije · Hongkong · Ierland · IJsland · India · Israël · Italië · Jamaica · Japan · Kazachstan · Kenia · Kirgizië · Kroatië · Letland · Liechtenstein · Litouwen · Luxemburg · Mexico · Nederland · Nieuw-Zeeland · Nigeria · Noorwegen · Oekraïne · Oostenrijk · Polen · Portugal · Puerto Rico · Qatar · Roemenië · Rusland · Saoedi-Arabië · Schotland · Servië · Slovenië · Slowakije · Spanje · Thailand · Tsjechië · Tsjecho-Slowakije · Turkije · Verenigde Staten · Wales · Wit-Rusland · Zuid-Korea · Zweden · Zwitserland